# Piotr Boreyko
Piotr Boreyko herbu Boreyko (zm. w 1757 roku) – kasztelan zawichojski w 1748 roku, podstoli żydaczowski w latach 1732–1748, miecznik bracławski w 1732 roku.
Jako deputat  podpisał pacta conventa Stanisława Leszczyńskiego w 1733 roku. W 1733 roku podpisał elekcję Stanisława Leszczyńskiego. 
Był konsyliarzem konfederacji województwa ruskiego, zawiązanej 10 grudnia 1733 roku w obronie wolnej elekcji Stanisława Leszczyńskiego.
Był konsyliarzem i delegatem w konfederacji dzikowskiej 1734 roku.
Pochowany w 1757 roku w kościele Franciszkanów Reformatów w Przemyślu.